# Membrana granulosa
La  membrana granulosa  è composta da uno strato di cellule follicolari che circonda l'ovulo e da esse si formano delle vescicole, i corpi di Call-Exner.

## Fisiologia
Al suo interno sono contenute le cellule della granulosa.